# Папюс
Папю́с (фр. Papus), настоящее имя Жерар Анаклет Венсан Анко́сс или Энко́сс (фр. Gérard Anaclet Vincent Encausse; 13 июля 1865[…], Ла-Корунья, Галисия — 25 октября 1916, Париж) — французский оккультист, масон, розенкрейцер; врач по образованию; основатель ордена мартинистов и член «Каббалистического ордена Розы†Креста»; автор более 400 статей и 25 книг по магии и каббале; автор Таро Папюса; видная фигура в различных оккультных организациях и парижских спиритуалистических и литературных кругах конца XIX и начала XX столетий.

## Биография

### Ранние годы
Жерар Анаклет Венсан Анкосс родился в городе Ла-Корунья (Испания) 13 июля 1865 года. Его мать была испанкой, а отец — французом. Когда Жерару исполнилось четыре года, семейство Анкосс перебралось во Францию, в Париж.
В молодости Анкосс провел много времени в Парижской национальной библиотеке за изучением каббалы, таро, магии, алхимии и работ Элифаса Леви. Псевдоним «Папюс», который Анкосс взял впоследствии, был заимствован из «Нюктемерона Аполлония Тианского» Элифаса Леви (опубликованного как приложение к его книге «Учение и ритуал высшей магии») и означал «врач».
На Жерара Анкосса оказали влияние труды Луи Люка (1816—1863), Антуана Фабра д’Оливе (1768—1825), Александра Сент-Ива д’Альведейра и Луи Клода де Сен-Мартена. Именно благодаря трудам этих авторов Папюс отказался от материализма и позитивизма и занялся алхимией и оккультизмом.
В 1882 году Папюс посвящён в степень S∴I∴, «Superieur Inconnu» («высший неизвестный») Анри Делаажем, который, в свою очередь, был посвящённым по линии преемственности системы «Вольных посвящений» Сен-Мартена.

### Оккультная, мартинистская и масонская деятельность
В 1887 году Папюс вместе с Пьером Огюстом Шабосо, также имевшим посвящение по одной из линий преемственности от Сен-Мартена, объединив свои линии, основали «L’Ordre des Superieurs Inconnus» (Орден Высших неизвестных), который приобрёл известность под именем Орден Мартинистов. Ритуалы и учение ордена были основаны на трех «уснувших» масонских уставах: Уставе Избранных Коэнов Мартинеса де Паскуалиса, «Исправленном шотландском уставе Сен-Мартена» и «Исправленном уставе» Луи Клода де Сен-Мартена (1743—1803 гг.), ученика Паскуалиса, писавшего под псевдонимом «Неизвестный философ». Также в структуру ордена была включена степень инициата, символизм и ритуал которой был заимствован из высших градусов Исправленного шотландского устава и представляет собой, по мнению исследователя тайных обществ Джона Майкла Грира, степень рыцаря благодетеля святого града (C∴B∴C∴S∴), введённую в устав другим учеником Паскуалиса — Жаном-Батистом Виллермозом. Орден поддерживал добрососедские отношения с франкмасонством, так что часть масонов были мартинистами. Выдержав испытание временем, орден и сегодня продолжает своё дело. В том же году Папюс вступил в теософское общество Елены Петровны Блаватской, однако, разочаровавшись, вскоре покинул его ряды. Существуют различные версии причины его разочарования, среди которых основной считается сближение теософии с восточными политеистическими культами Индостана, в частности с индуизмом и прочими, которые Папюс недолюбливал и не поощрял.
С 1888 года Папюс начинает выпускать журнал «Инициация» (фр. l’Initiation), который являлся официальным печатным органом Ордена Мартинистов, и просуществовал вплоть до Первой мировой войны. В том же году вместе с маркизами Станисласом де Гуайта и Жозефом Александром Сент-Ивом д’Альвейдером участвовал в основании «Каббалистического Ордена Розы+Креста» (фр. Kabbalistique de la Rose Croix), став одним из его соучредителей.
В период 1889—1891 годов Папюс организует «Верховный совет Ордена Мартинистов», который по своей сути представлен членами «Каббалистического Ордена Розы†Креста», таким образом, что Орден Мартинистов становится для него как бы «внешним кругом».
В 1890 году основал журнал «Покров Изиды» (фр.). Позже, в 1901—1905 годах, Папюс приезжает в Санкт-Петербург, где в 1909 году члены Ордена Мартинистов основывают журнал «Изида» — официальный печатный орган мартинистов, издающий переводы книг Папюса и другие произведения по оккультизму.
В 1893 году Папюс был одним из первых посвящён в епископы Гностической церкви («Eglise Gnostique») Жюля Дуанеля, взяв себе имя «Тау Винсент».
В 1894 году получил степень доктора медицины Парижского университета за диссертацию по «философии анатомии».
В 1896 году доктор Жерар Анкосс был приглашен в ложу «Радуга», работавшую по Египетскому уставу Мицраима, на открытое («белое», то есть не ритуальное) собрание, основным поводом проведения которого являлась конференция, посвящённая мартинистской традиции, и выступил с речью о традиции Мартинизма и Ордене Мартинистов. Однако, несмотря на это, в связи с отрицательным отношением ряда братьев ложи к спиритуализму, теургии и церемониальной магии Папюсу было дважды отказано в принятии в ложу (в том же, 1896 году, и в 1897 году). Все это спровоцировало разногласия в ложе «Радуга», остававшейся к тому времени единственной регулярно действующей ложей под эгидой Великой ложи Мицраима. В 1899 году ложа «Радуга» разделилась на две — ложу под руководством Абеля Хаатана, в которую вошли противники Папюса, и ложу под руководством Жюля Осселена, в которой сосредоточились братья, являвшиеся друзьями Папюса, в том числе и Ивон Ле Луп (1871—1926), более известный под псевдонимом Поль Седир.
В 1901 году ложа «Радуга» Абеля Хаатана слилась с Древним египетским уставом Мицраима, который двумя годами позже растворился в Великом востоке Франции. И в том же 1901 году посвящение в Египетский устав Мицраима, в ложе Жюля Осселена, получил Папюс.
Также в 1901 году, по патенту, выданному Джоном Яркером, Папюс инсталлирует в Париже ложу «Изначального и подлинного устава Сведенборга» под отличительным титулом «INRI» № 14 и берет в руки её молоток. В ноябре того же года журнал «Инициация» упоминает устав Сведенборга и ложу «INRI» среди эзотерических систем, чьим печатным органом он служит, наряду с Орденом Мартинистов и «Каббалистическим орденом Розы†Креста».
9 марта 1905 года в ложе «Свободная мысль», работавшей под эгидой Великого востока Франции, Папюс произносит речь, в которой ставит вопрос: «Должно ли масонство быть спиритуалистическим?».
20 марта 1906 года Папюс получает патент на создание Великой сведенборгианской ложи Франции. Эта ложа принимала в свои ряды только масонов в степени мастера и присваивала последовательно три высших градуса, то есть работала как «Ложа Усовершенствования» в Системе высших степеней.
15 ноября 1906 года Папюс получает права на основание в Париже новой ложи под названием «Humanidad» («Человечество») № 240, в которой проводились работы в символических градусах по «Испанскому национальному уставу», которым руководил Исидоро Вийарино дель Вийар (1827—1914). Благодаря этому, Папюс получил возможность посвящать в высшие степени капитула «INRI» № 14 братьев, ранее получивших «символические степени» в ложе «Humanidad». 25 октября 1907 года в этой ложе был посвящён Рене Генон и в ней же был возведен Папюсом в степень мастера 10 апреля 1908 года, незадолго до того, как его исключат из всех обществ за недостойное поведение.

### Международный масонский Конвент 1908 года

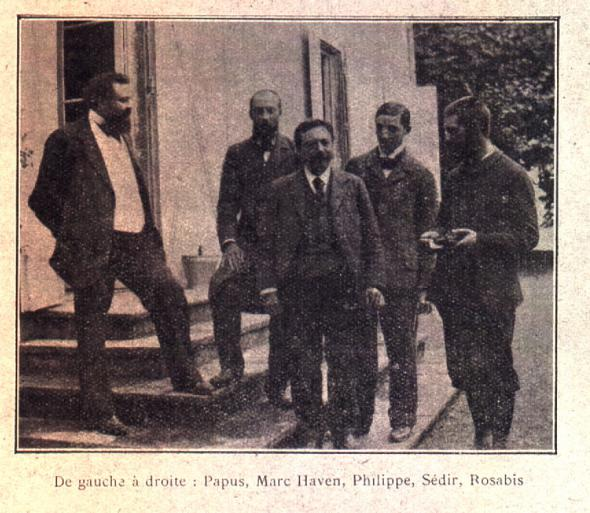
Мартинисты: слева Папюс, в центре Филипп, правее Седир

В январе 1908 года в журнале «Покров Изиды» было объявлено о созыве в июне масонского конвента спиритуалистических уставов, организатором которого выступил Орден Мартинистов. Папюс и его ближайший соратник Тедер (Шарль Детре) создали Временный организационный комитет, секретарем которого назначили мартиниста Виктора Бланшара, будущего великого мастера Синархического ордена мартинистов. Членами комитета являлись: Медерик Бодело, д-р Биаджини, Шарль Бланшар, Боннэ, Анри-Жан Бруйу, Эдмон Дас, Жан Дежобер, Ш. Дюбург, Гектор Дервиль-сын, Луи Фужерон, Патрис Жанти (1883—1961), Этьен Гарэн, Альбер Жуне, Мерль, Альбер и Леон Ноэль, Жорж Дескорнье-Фанег, Шмид, Александр Тома и Рене Генон, который в тот же год был изгнан из Ордена Мартинистов.
15 марта 1908 года Папюс становится в Париже гарантом дружбы между Державным святилищем и Великим востоком Берлина, который должен был быть представлен на конвенте своим великим мастером — Теодором Ройссом.
В июне 1908 года семнадцать масонских послушаний, признающих «Великого Архитектора Вселенной», собрались на Конвент спиритуалистических уставов. Целью конвента было заявлено:

«Срочно нужно, чтобы французы, связанные с масонскими организациями, смогли установить параллели между настоящим традиционным и спиритуалистическим масонством и теми обрывками невежества и заблуждений, которые фигурируют во Франции под флагом масонства».
Темы, обсуждавшиеся на конвенте и впоследствии подтвержденные в другом, весьма редком издании, приводит журнал «Хирам»: «Полный отчет работ Масонского спиритуалистического конгресса и конвента. Спиритуализм, Эзотерическое христианство, Магнетизм и прикладные науки, Спиритуалистическое масонство».
На конвенте присутствовали следующие масонские организации:
- «Устав Мемфиса-Мицраима» был представлен «Древним и изначальным уставом» в Англии и Ирландии, то есть его державным святилищем, основанным в 1892 году Джоном Яркером по патенту Сеймура, в лице Тедера, который в отсутствие Джона Яркера был официальным делегатом на конгрессе от этого правящего органа.
- Великий восток и Державное святилище шотландского устава Серно и Мемфиса-Мицраима Германской Империи с официальной штаб-квартирой в Берлине, но управляемые из Лондона Теодором Ройссом, были представлены на Конгрессе своим Великим Мастером.
- «Изначальный и подлинный устав Сведенборга» был представлен Великой сведенборгианской ложей Англии, основанной Яркером в 1876 году и затем распространившейся по миру в лице уже упомянутого Тедера. Присутствовали также и её филиалы — Берлинский и Парижский, — которые выступали под эгидой Великой сведенборгианской ложи Германии под руководством Ройсса, за несколько лет до этого её создавшего, и Великой сведенборгианской ложи Франции, основанной Папюсом в 1906 году, когда он возглавил храм и капитул «INRI».
- Арабское масонство «Сыновей Измаила», которое Джон Яркер унаследовал за несколько лет до этого от Кеннета Маккензи.
- Великая символическая ложа Испании и Державный иберийский великий национальный совет, основанный в качестве надстройки над ней для высших градусов. Это послушание работало по Национальному испанскому уставу под председательством Исидоро Вийарино дель Вийар, которым и была представлена на конвенте.
- Делегация послушания Португалии Национального испанского устава, имевшая то же происхождение, что и символическая ложа «Humanidad» при востоке Парижа, возглавляемая Папюсом.
- Верховный всемирный совет сомасонства, или Le Droit Humain, основанный в 1893 году. Это смешанное послушание сохраняло дистанцию по отношению к резолюциям и оценкам конвента, где оно было представлено сестрой Гедалж.
- Также были представлены менее известные послушания и юрисдикции: Великая ложа островов Зелёного Мыса, Голубой устав Аргентинской Республики, Великая ложа древних и принятых масонов штата Огайо, Великая ложа Святого Иоанна древних и принятых вольных каменщиков штата Массачусетс, Верховный Совет 33 градусов Мексики[34].

Из немасонских организаций на конвенте присутствовали:
- Орден Иллюминатов Германии Леопольда Энгеля, который также представлял Теодор Ройсс.
- Орден Мартинистов, который был представлен Тедером и Папюсом.
- Каббалистический Орден Розы†Креста под председательством Франсуа-Шарля Барле.
- Эзотерический орден Розы и Креста, основанный Францем Хартманном в 1897 году.
- Гностическая церковь, которую Жюль Дуанель (1842—1902) официально основал в 1892 году после освящения в 1890 году. На конвенте Дуанелева церковь была представлена Фабром дез Эссаром, исполнявшим обязанности Патриарха, но незадолго до конвента была создана и другая Гностическая церковь — Католическая, или Универсальная. Её основателем был Жан Брико, и она быстро завоевывала сердца многих оккультистов, пронизывая собой все их работы и постепенно выдвигаясь на первое место среди гностических церквей. По окончании конвента Папюс посвятил или попросил посвятить в священнический сан церкви Дуанеля Теодора Ройсса, а тот, в свою очередь, станет впоследствии основателем другой Гностической Католической церкви (нем. Gnostisch Katolische Kirche), чьи учение и практика будут крайне далеки от доктрин Дуанеля и Брико[18].
- Герметическое Братство Луксора Питера Дэвидсона (1837—1915). В это братство входили также Томас Генри Бургон (1885—1894) и Луи Максимилиан Бимштейн, он же Макс Теон (1848—1927), а его официальным представителем во Франции был Франсуа-Шарль Барле, настоящее имя которого было Альбер Фоше (1838—1921).
- Братство сокровенного света (лат. Fraternitas Thesauri Lucis), основанное в 1897 году Полем Седиром, Марком Авеном и Папюсом, и представленное на конвенте своим главой — Седиром.
- «Общество розенкрейцеров в Англии» («англ. Societas Rosicruciana in Anglia»), которое поручило Ройссу представлять свой филиал в Германии. Следует упомянуть, что Ройсса несказанно удивило то, что Тедера и Папюса туда не приняли. Тем более что Каббалистический орден Розы†Креста подписал, в лице своего великого мастера, соглашение со SRIA (с другой стороны, подписанное самим верховным магом общества), согласно которому члены этих двух организаций получали право посещать собрания друг друга и предоставлять друг другу в распоряжение свои журналы[35].
- Внешний Орден Золотой Зари (англ. Golden Dawn in the Outer), основанный в 1888 году Уинном Уэсткоттом, Сэмуэлем Лидделом МакГрегором Мазерсом и Р. Вудманом[36]. В 1893 году Мазерс учредил в Париже храм «Ахатхор» № 7, где 21 марта 1895 года Папюс получил степень Неофита, но дальше этого он не пошёл. Именно этот храм «Ахатхор» № 7 во главе с Мазерсом и представлял Орден Золотой зари на конвенте[37].

### Папюс в России
Папюс бывал в Российской империи трижды: в 1901, 1905 и 1906 годах. Целью приезда были лекции по магии и оккультизму.
Именно Филипп и Папюс «посвятили» Императора Николая II в мартинизм. По версиям некоторых историков, Папюс предсказал гибель Николая.
Мартинизм появился в России в 1894 году. Тогда в Петербурге появился первый делегат Ордена. Однако основное развитие Ордена началось с деятельности полковника графа Муравьева-Амурского В. В., брата министра юстиции. Будучи военным атташе во Франции, он увлёкся оккультизмом и в 1895 году был принят в Орден самим Папюсом. По возвращении из Парижа он основал в Петербурге в 1899 году первую в России мартинистскую ложу «Аполлония», подчиняющуюся Верховному совету Ордена в Париже.
К этому времени относятся и сведения об увлечении мартинизмом Николая II. В начале 1900 года герцогиня Лейхтенбергская Анастасия Николаевна по поручению Николая II посетила во Франции учителя Папюса, члена Верховного совета Ордена Мартинистов Низье Антельма Филиппа, чтобы убедиться в его чудотворной силе. Законченного медицинского образования он не имел и целил гипнозом. 20 сентября 1901 года произошла личная встреча Николая II с мсье Филиппом в Компьене, организованная все той же герцогиней Лейхтенбергской, после чего глубокой осенью того же года по личному приглашению царя он прибыл в Петербург. Первое посещение Филиппом Низье России длилось около двух месяцев и ограничилось Царским Селом. Затем Филипп консультировал царскую семью как медицинский и оккультный советник. Ему был выдан диплом врача. Филипп умер в 1905 году. Царская семья упоминала Филиппа как «одного из двух друзей, посланных нам Богом». В этом же году Папюс провёл спиритический сеанс для Николая II и царицы, «призвав дух царя Александра III».
Кандауров Л. Д. сообщает: «После отъезда Филиппа из России в Петербург вскоре прибыл гроссмейстер Ордена Мартинистов Папюс (доктор Анкосс) и его сотрудник Чинский… Папюс основал следующие Мартинистские ложи: в Петербурге „Великая ложа Аполлония Тианского“ (председателем сначала был Г. О. Мебес, а потом — Антошевский, владелец журнала „Изида“), в Москве „Св. Иоанн Равноапостольный“ (предс. Казначеев, члены: фон Гейер, Рындина, Соколов, Хорват и др.), в Киеве в 1912 г. „Св. Владимир Равноапостольный“ (предс. Маркотун)».
В Санкт-Петербурге (тогда столице России) книги Папюса на русский язык переводил Трояновский А. В. Он же издавал их в журнале «Изида» — официальном издательстве русских мартинистов и основном популяризаторе и переводчике книг по оккультизму и астрологии в дореволюционной России.
Ложа мартинистов существовала в России до 1916 года, в конце которого Папюс погиб. Тогда было прекращено издание журнала «Изида», и в 1917 году убит И. К. Антошевский.

### Конец жизни

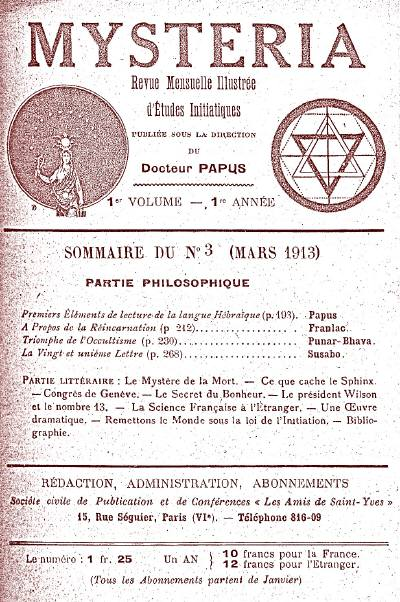
Публикация Папюса и Punar Bhava (Чинского). «Misteria» № 3, 1913 г.

В 1913 году в Париже появляется Великая Национальная Ложа Франции (ВНЛФ), которая сразу же получает масонское признание от Объединённой Великой Ложи Англии (ОВЛА). Данная юрисдикция проводила масонские работы по Исправленному Шотландскому Уставу (фр. Rite écossais rectifié), которому Папюс симпатизировал ввиду того воздействия, которое на данный Устав (ИШУ) оказал Жан-Батист Виллермоз, ученик Мартинеса де Паскуалиса и сподвижник Луи Клода де Сен-Мартена в Ордене Избранных Коэнов, от которого вел свою историю Орден Мартинистов Папюса ввиду близости ИШУ в некоторых ритуальных, легендарных и догматических элементах с его Орденом Мартинистов.
В 1914 году Папюс как глава Ордена Мартинистов и одновременно глава Древнего и Изначального Устава Мемфиса-Мицраима во Франции начинает переговоры с Великим Мастером Великой Национальной Ложи Франции Эдуардом де Рибокуром с целью учредить под его эгидой ряд масонских лож. Проект был включен в план действий на ближайшие годы, однако начавшаяся Первая мировая война не позволила продолжить работу в этом направлении.
Папюс ушёл добровольцем на фронт, где работал врачом полевого госпиталя, пока его не комиссовали по причине заражения туберкулёзом, от которого он и умер 25 октября 1916 года.

## Творчество
Будучи прекрасным компилятором (как отмечал его современник Жюль Буа), Папюс создал много книг, которые современные эзотерики считают актуальными до сих пор. Косвенно это подтверждает тот факт, что его произведения являются одними из самых издаваемых материалов по западной магии.